# Облога Веллуру
Облога Веллуру — низка облог та блокад форту протягом другої англо-майсурської війни, здійснювалася силами князівства Майсур проти підрозділів Британської Ост-Індійської компанії. Головні події відбулися 1780 року, біля форту Веллуру (сучасний індійський штат Тамілнаду). Сили Гайдара Алі з низькою ефективністю продовжували облогу до 1782 року, доки майсурці від неї не відмовилися. Британські війська відбили 4 спроби штурму форту Веллур.

## Принагідно
- The Military History of the Madras Engineers and Pioneers, from 1743 Up to the Present Time